# Parc national de Haleakalā
Le parc national de Haleakalā est un parc national des États-Unis situé sur l'île de Maui, dans l'État de Hawaï. Couvrant 134 km2 de superficie dont 100 km2 de désert, il tire son nom du volcan Haleakalā.
Haleakalā est un terme hawaïen qui signifie en français « maison du Soleil », en référence à la légende du demi-dieu Maui attrapant le Soleil pour en freiner la course.
De nombreux télescopes y sont installés, notamment en raison de l'excellente qualité de l'atmosphère.
Le parc est inclus dans la réserve de biosphère « des îles hawaïennes », reconnue par l'Unesco en 1980.
Mark Twain en fait l'éloge lors de son reportage pour le journal The Sacramento Union en 1866, décrivant son lever de soleil comme « le plus sublime spectacle que j'ai jamais vu »,.

## Histoire
Haleakalā faisait à l’origine partie du parc national d’Hawaï avec les volcans du Mauna Loa et du Kilauea sur l’île d’Hawaï, créé en 1916. Le parc national des volcans d’Hawaï a été transformé en un parc national distinct en 1961 . Haleakalā a été désigné parc national en 1976 et ses limites élargies en 2005. La zone du parc a été désignée réserve internationale de biosphère en 1980. Le nom Haleakalā signifie en hawaïen « maison du soleil ». 

## Description
Le parc est connu pour ses caractéristiques volcaniques, sa longue route panoramique avec de nombreux points de vue et les vues exceptionnellement claires sur le ciel nocturne. Haleakalā est l’un des meilleurs endroits aux États-Unis pour l’astronomie amateur, des jumelles et des télescopes sont disponibles à la location chez de nombreux marchands locaux. Les bernaches Nēnē (oies hawaïennes, Branta sandvicensis) peuvent également être vues dans leur habitat naturel dans le cratère Haleakalā. Bien que les nēnē se soient complètement éteintes dans le parc, en 1946, elles ont été réintroduites avec l’aide des scouts, qui ont transporté de jeunes oiseaux dans le cratère dans leurs sacs à dos. 
Plus d’espèces menacées vivent dans le parc national de Haleakalā que dans tout autre parc national des États-Unis . Plus de 850 espèces de plantes poussent dans le parc et quatre espèces endémiques de géraniums se trouvent également dans le parc. Le parc abrite de nombreuses espèces de tardigrades survivant dans l’environnement extrême près du sommet de la montagne. 

## Galerie

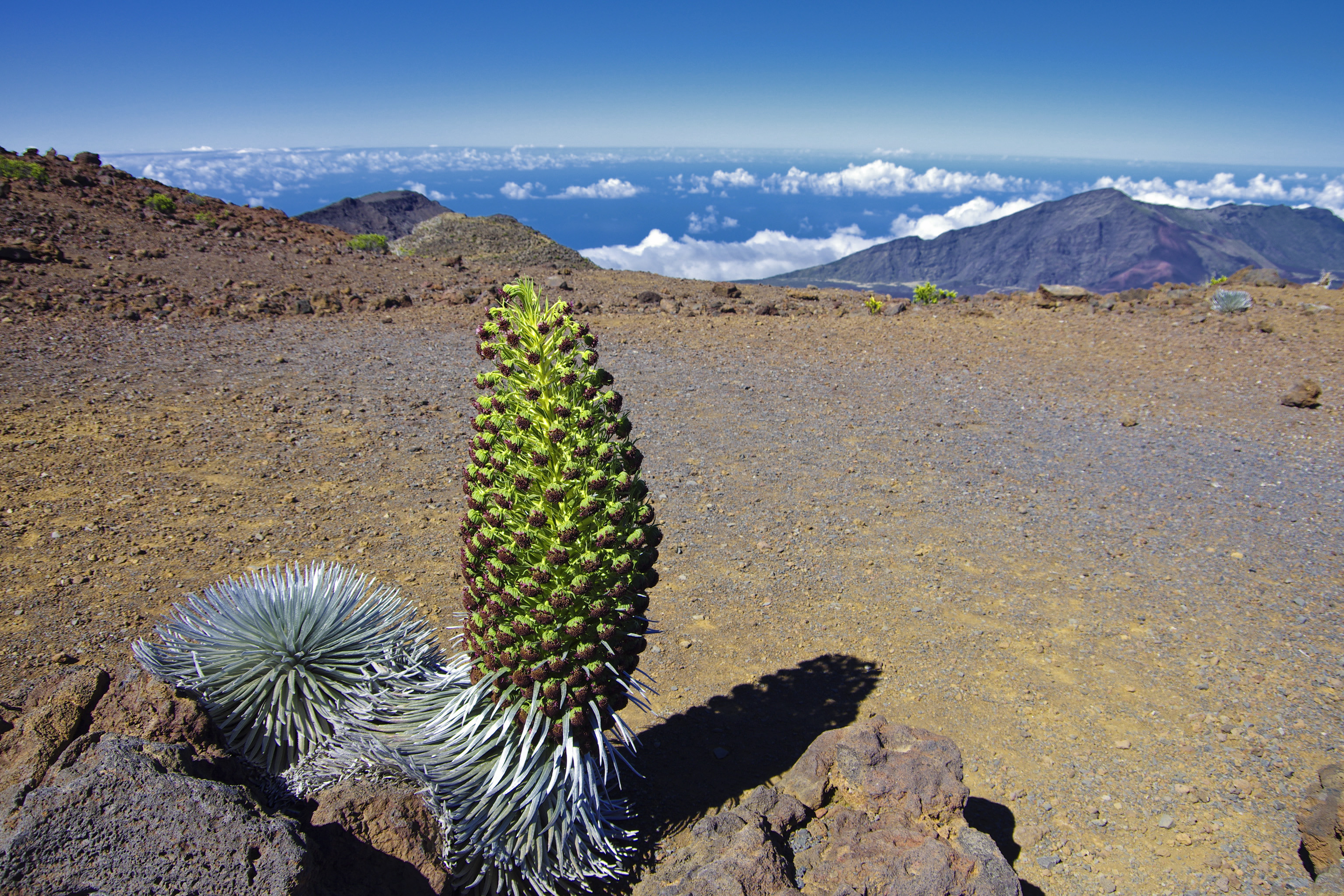
Parc national de Haleakalā
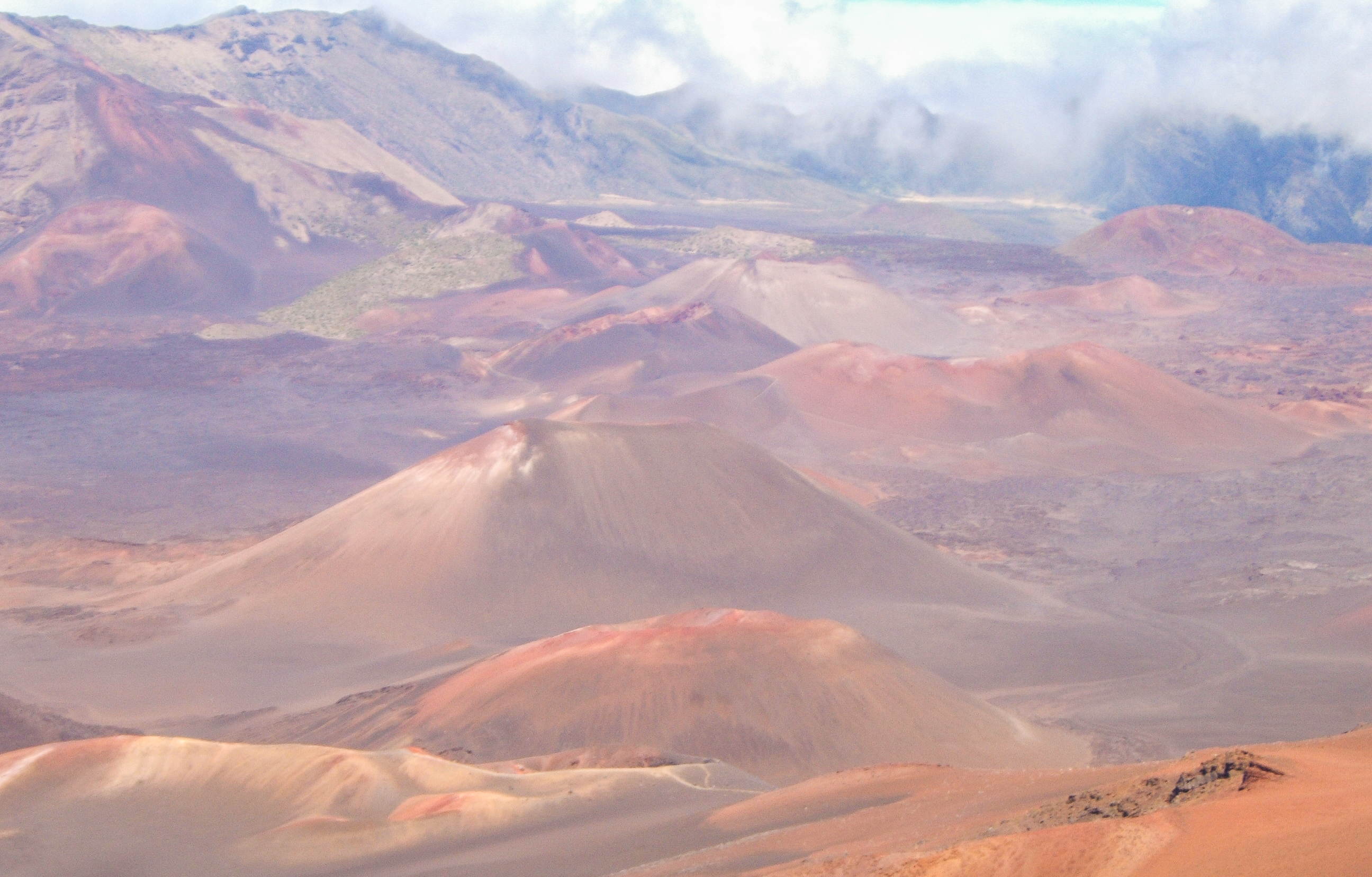
Maui, Hawaiʻi
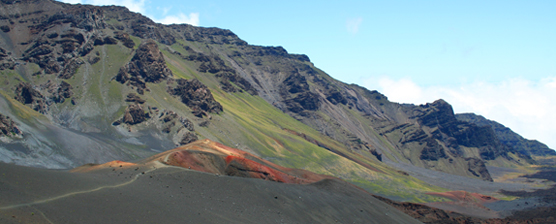
Cône de cendre du volcan Haleakalā
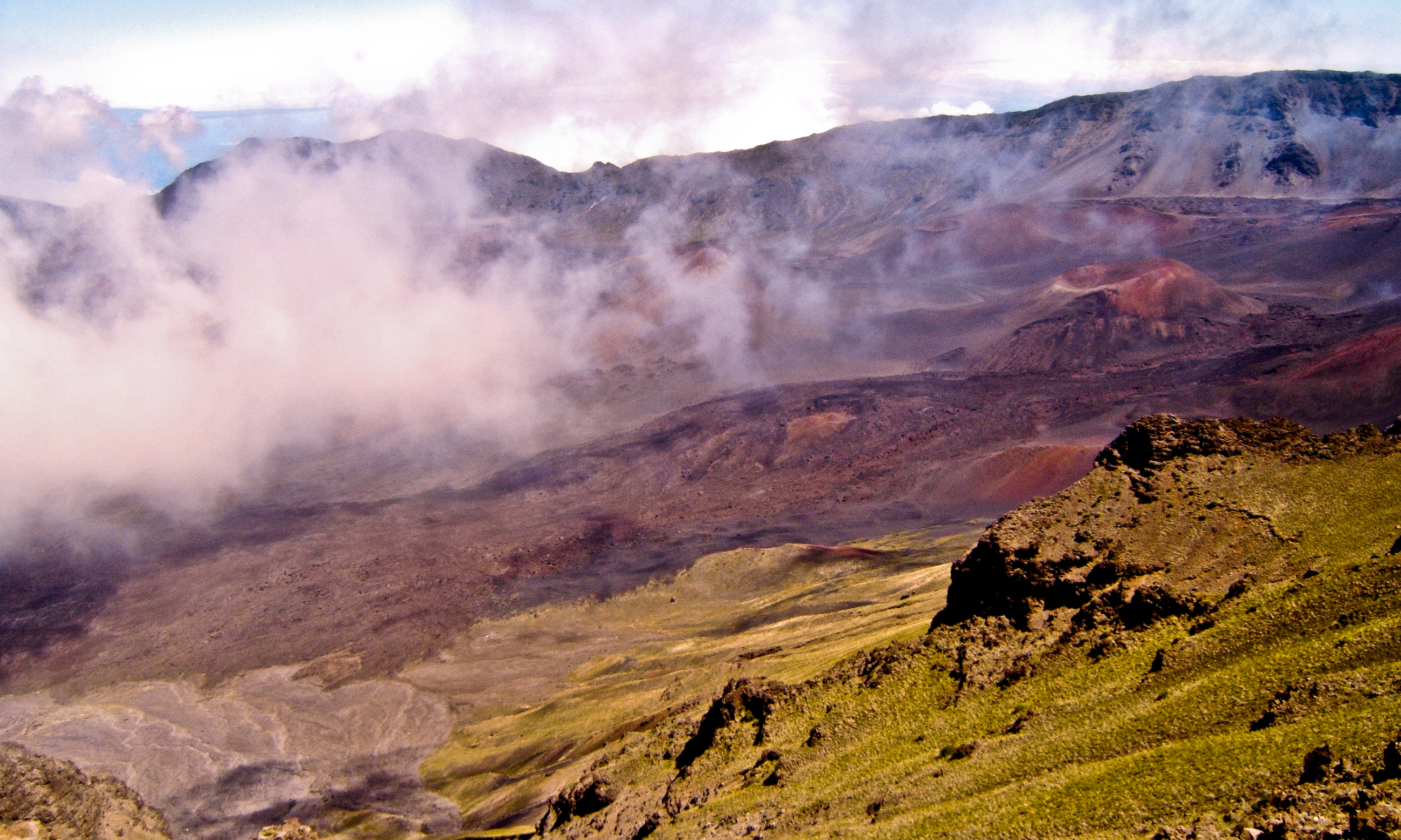
Pu'u 'Ula'ula Haleakalā
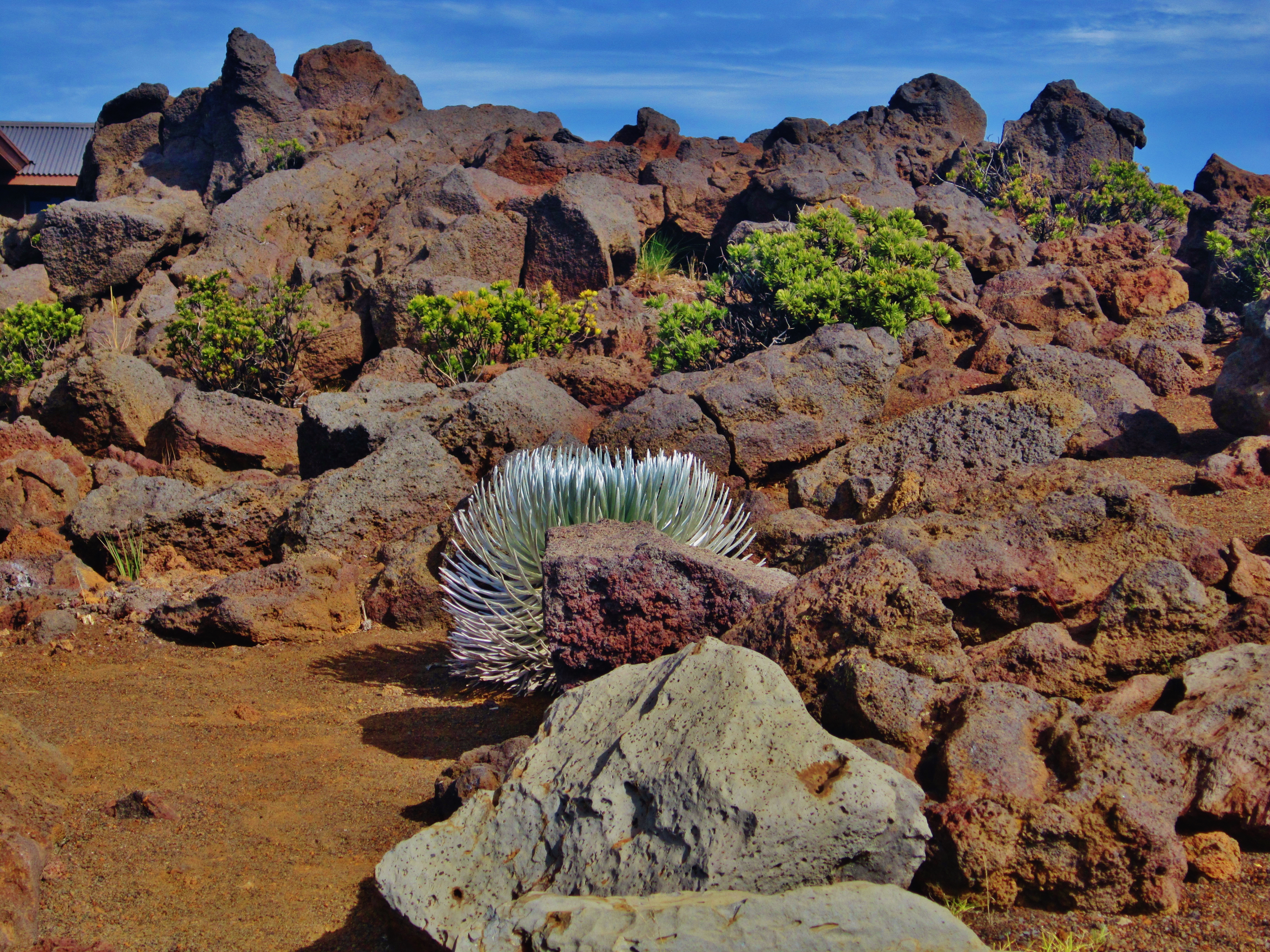
Parc national de Haleakalā
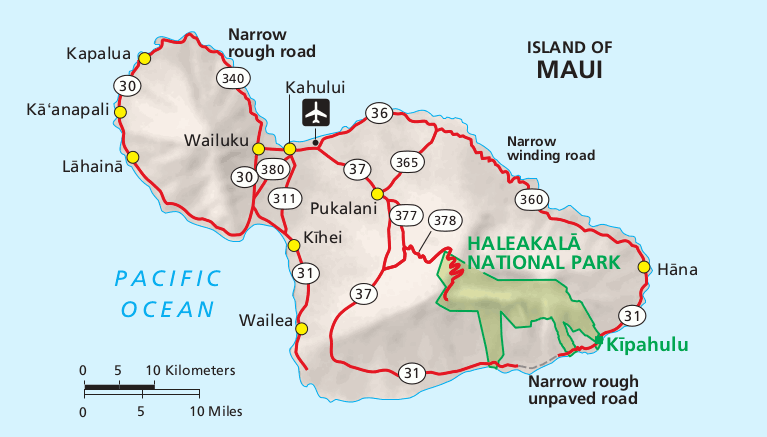
Carte de l'île Maui
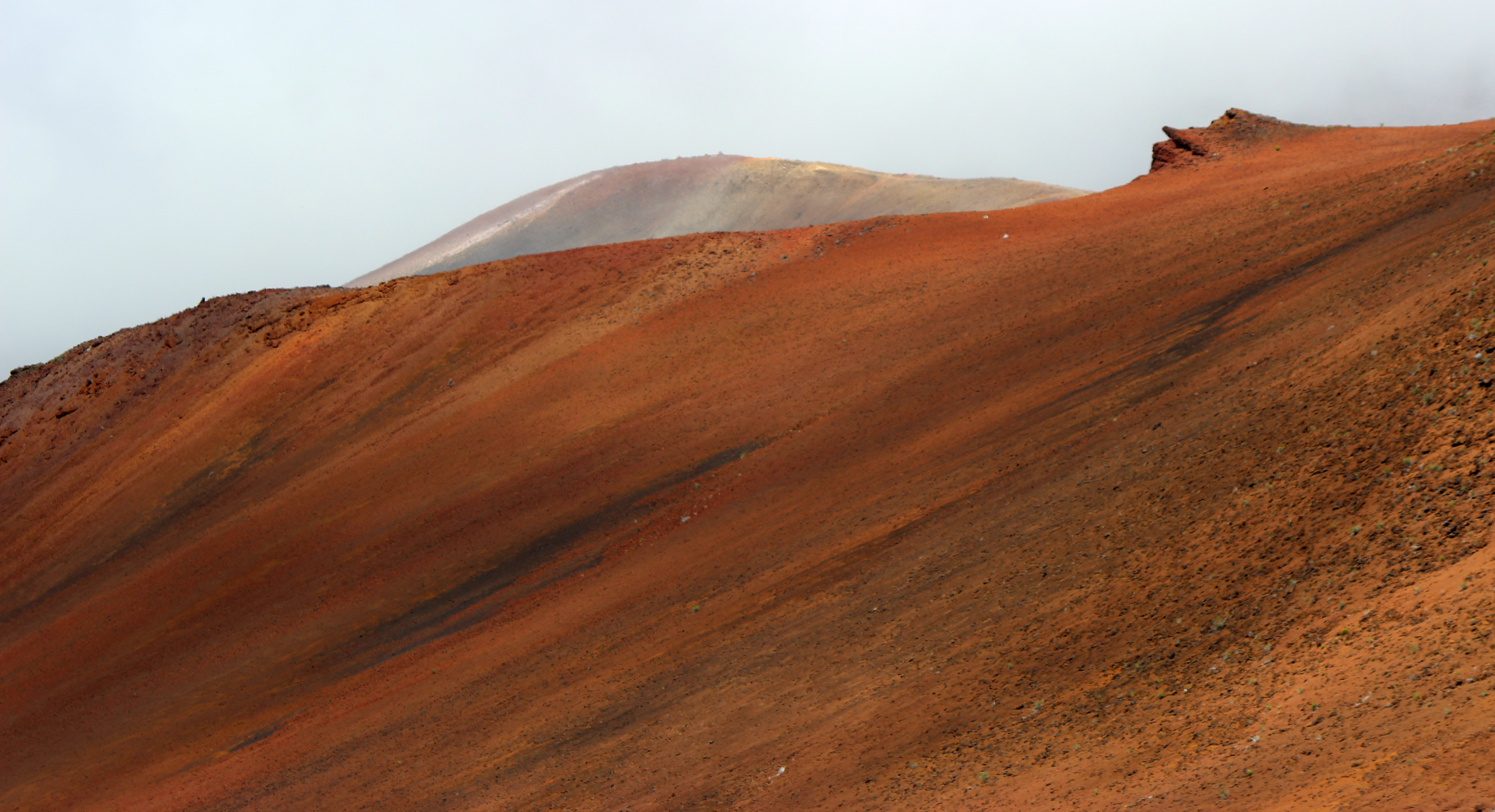
Colline de sable rouge du parc
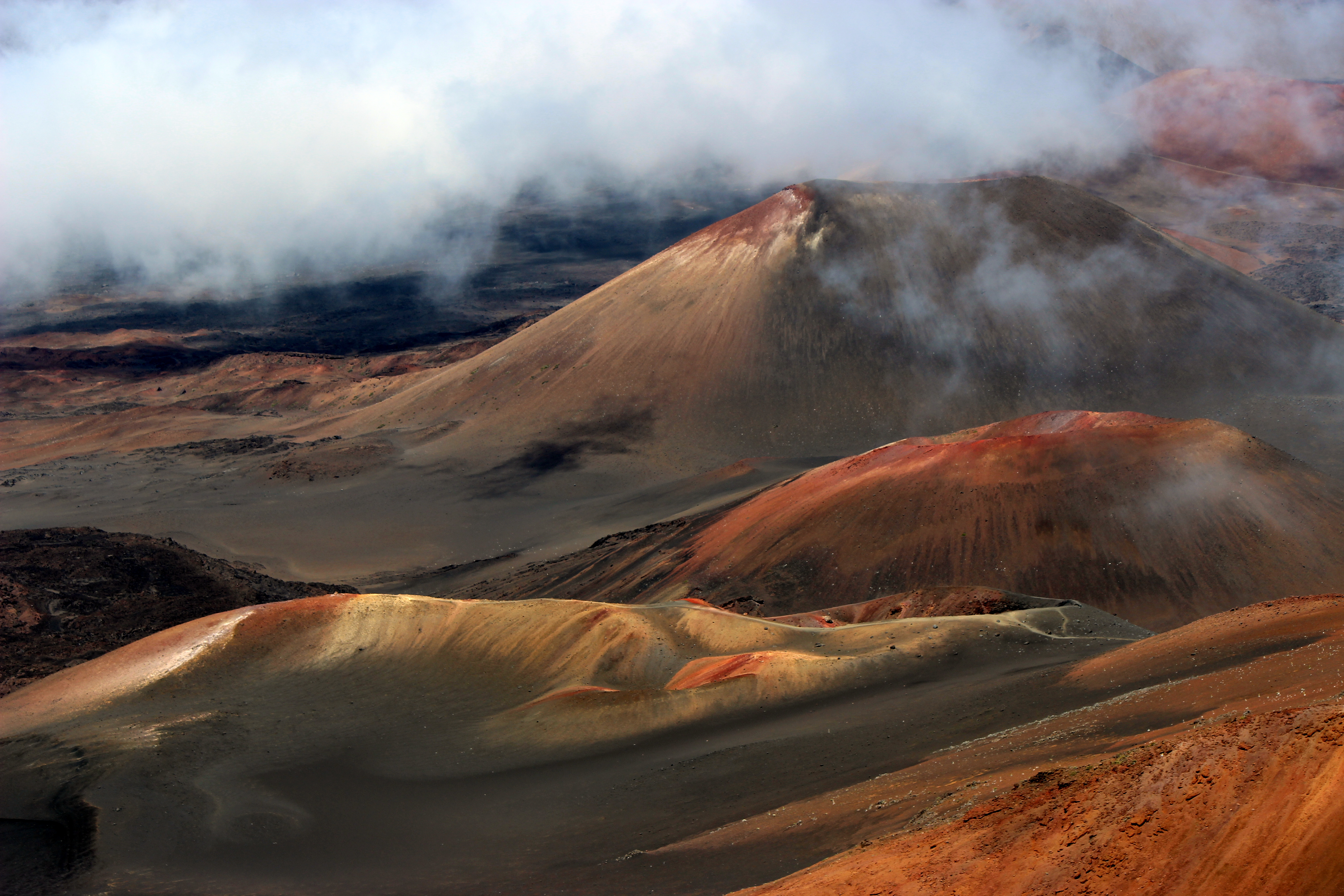
Petits cratères dans le parc
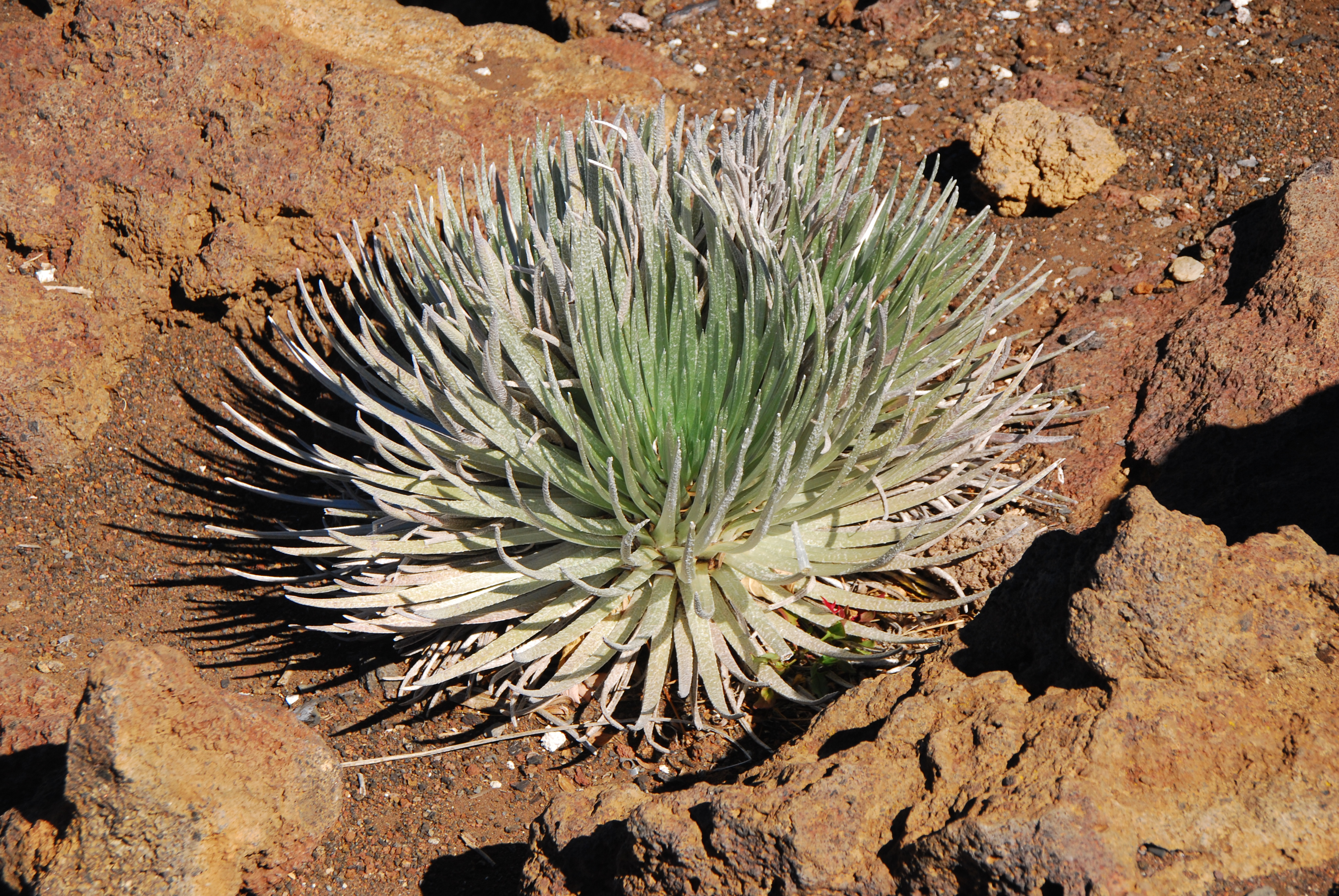
Plante endémique du cratère Haleakalā
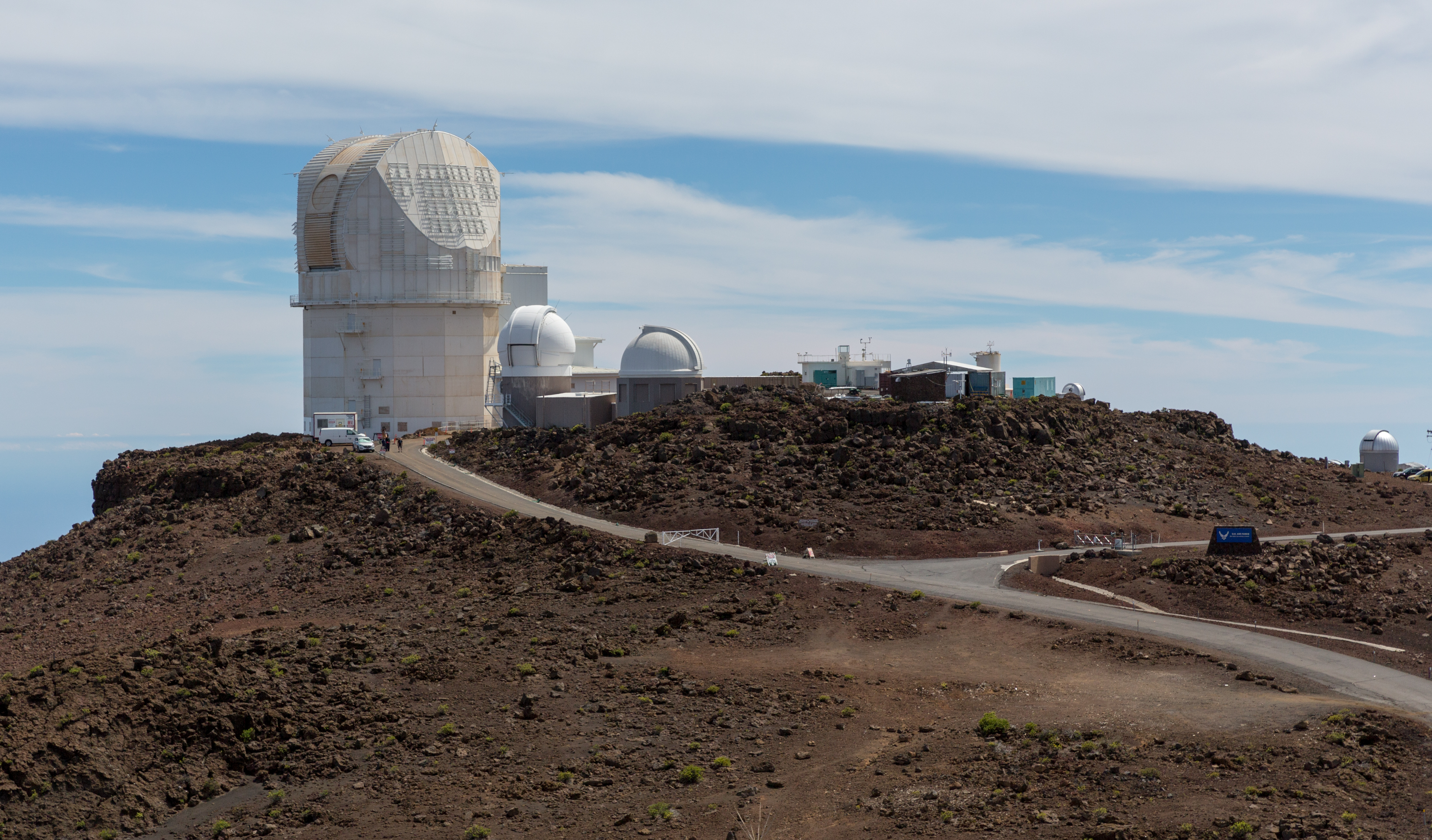
Observatoire du Haleakalā
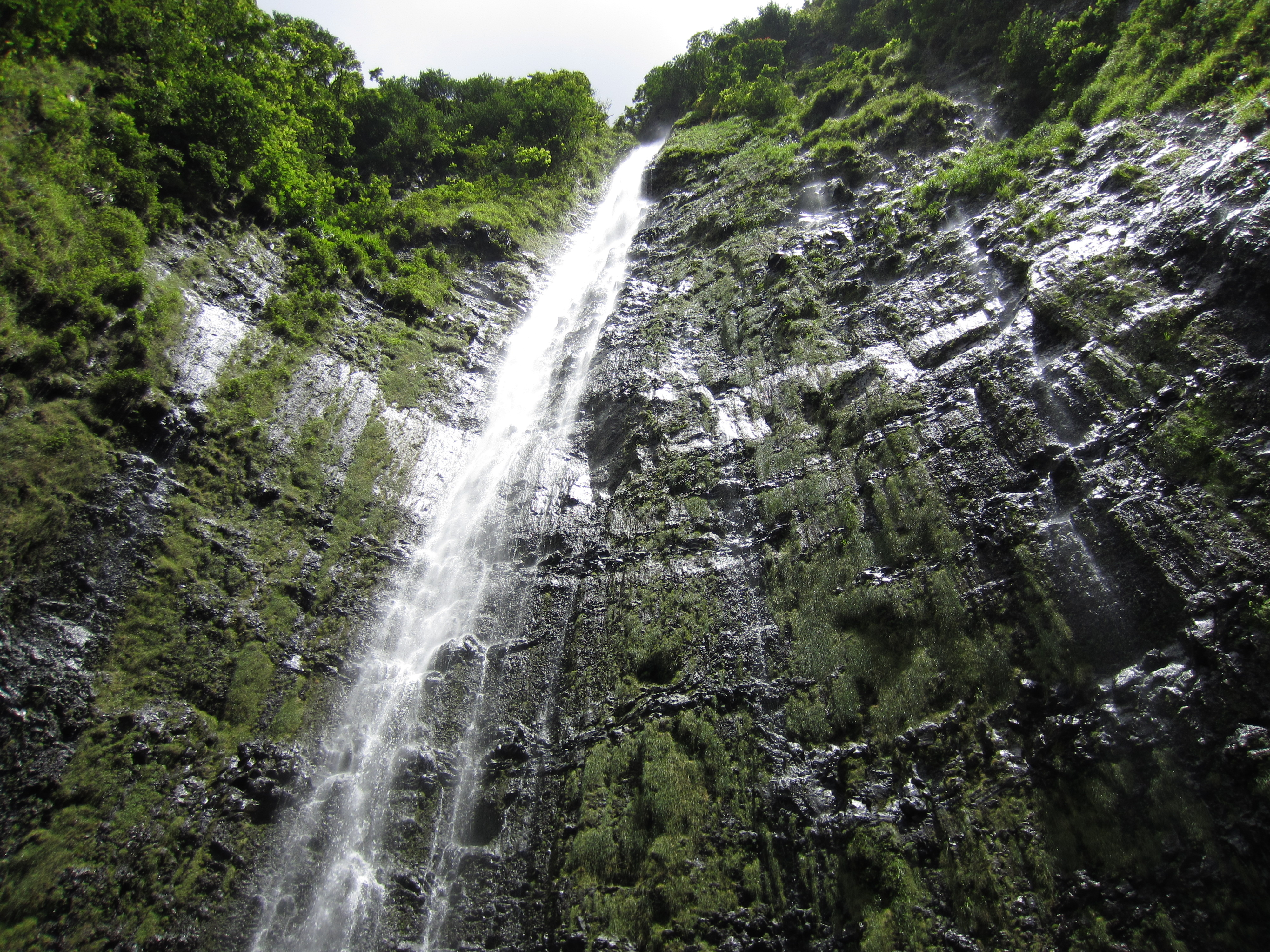
Chutes Waimoku de l'île Maui

## Refuges
Le parc compte trois cabanes historiques, servant de refuge, situées à l'intérieur du cratère Haleakalā. Elles ont été construites dans le style rustique du National Park Service par le Civilian Conservation Corps en 1937 :
- à l'ouest, Hōlua Cabin sur le Halemau‘u Trail ;
- au sud, Kapalaoa Cabin sur le Sliding Sands Trail ;
- à l'est, Palikū Cabin[13] sur le Lau'ulu, un court sentier de randonnée qui commence à l'intersection du Halemau‘u Trail et du Kaupo Trail.

Chacun de ces refuges comporte quatre couchettes, soit douze au total pour le parc.

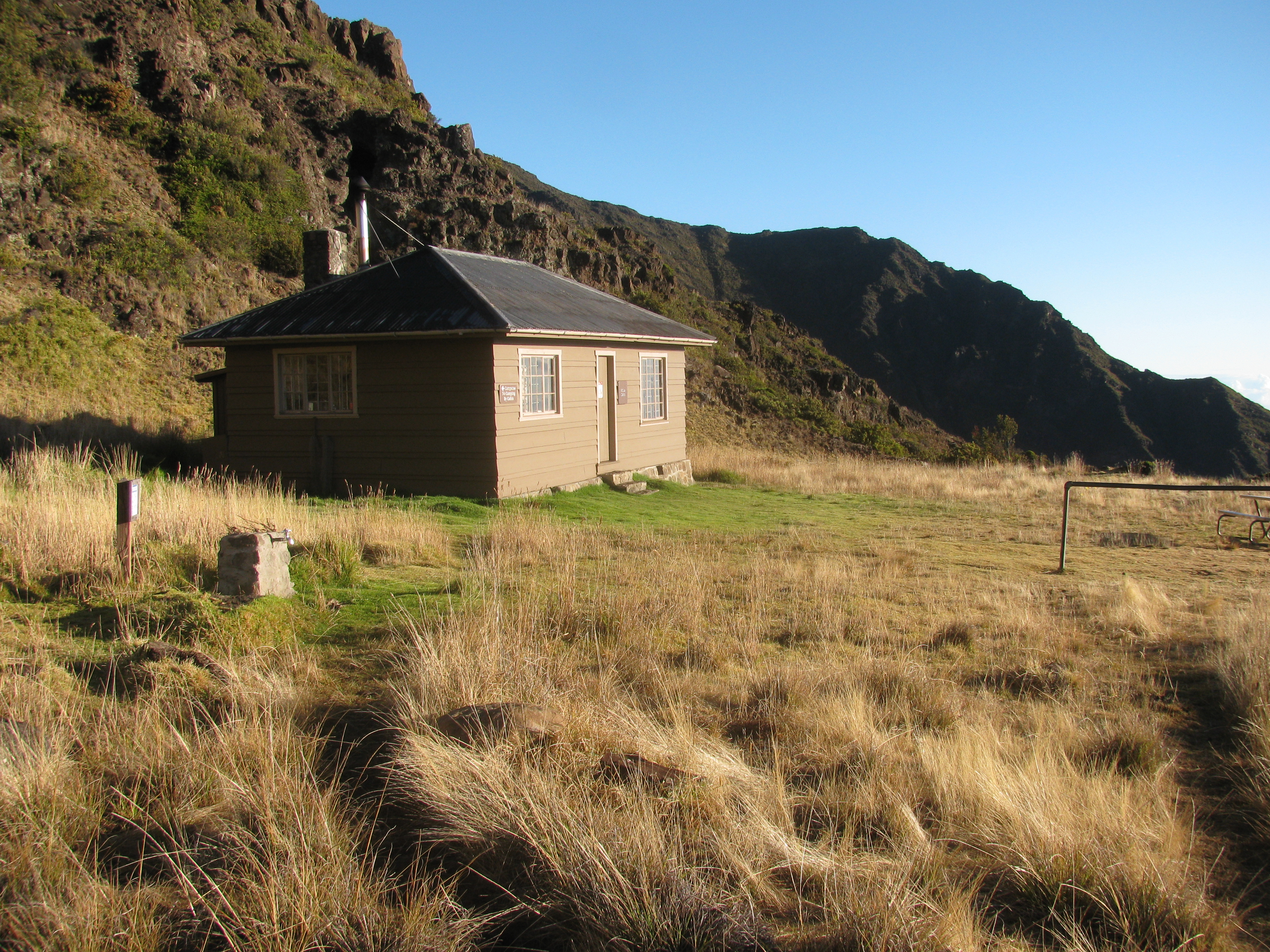
Hōlua Cabin.
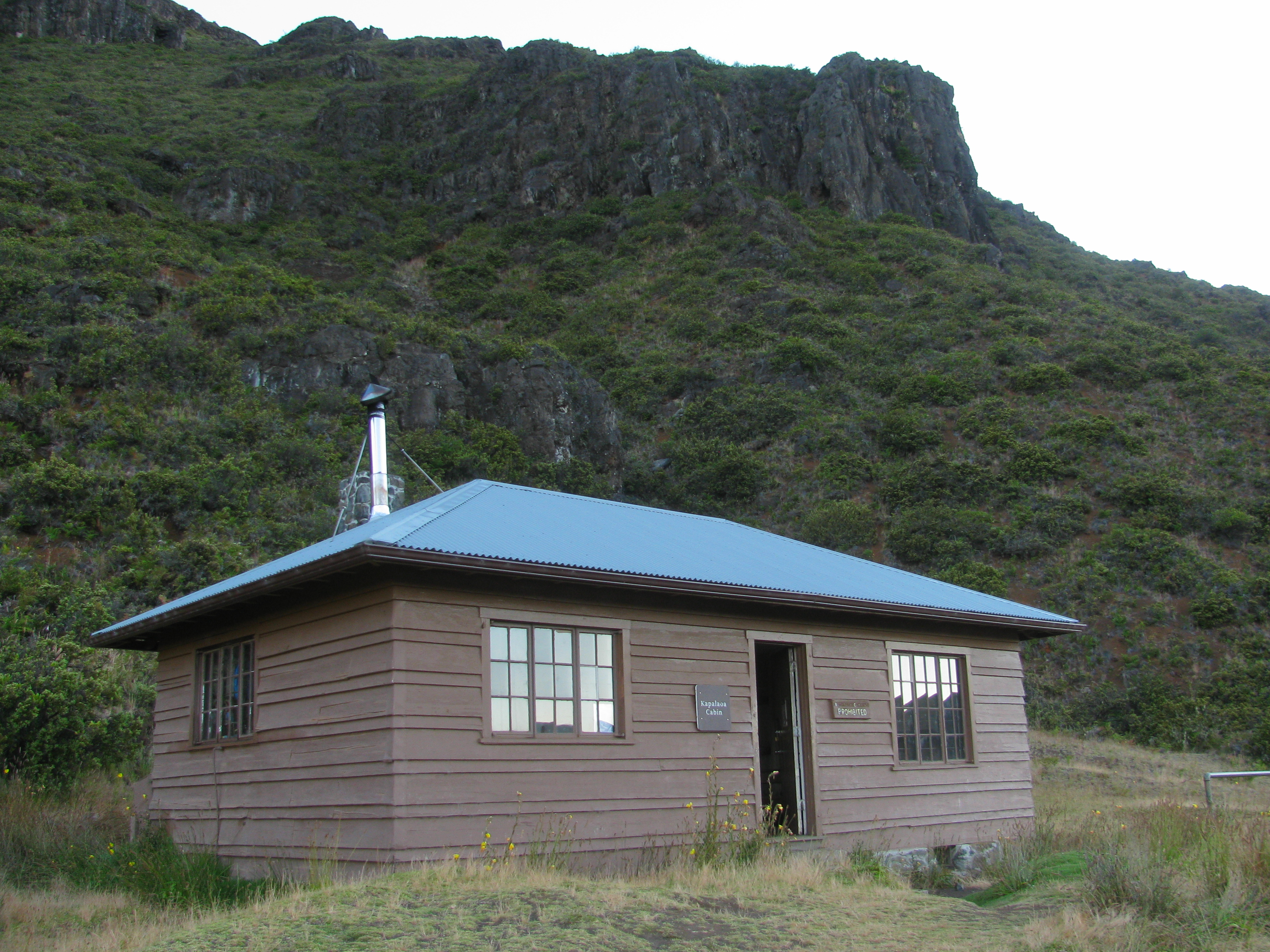
Kapalaoa Cabin.